# Bakilisee
Der  Bakilisee  (auch Ba Kili oder Bachili) ist ein See in der äthiopischen Region Afar.

## Lage
Der nahezu runde See ist einer von drei  Salzseen im Norden der Danakil-Depression neben dem benachbarten etwas größeren Karumsee und dem  Afrerasee. Er liegt 124 m unter dem mittleren Meeresspiegel. Der See befindet sich mit dem nordwestlich gelegenen Karumsee auf einer Linie zwischen dem Erta Ale (südöstlich) und den Dallol (nordwestlich). 